# Jak Honza ke štěstí přišel

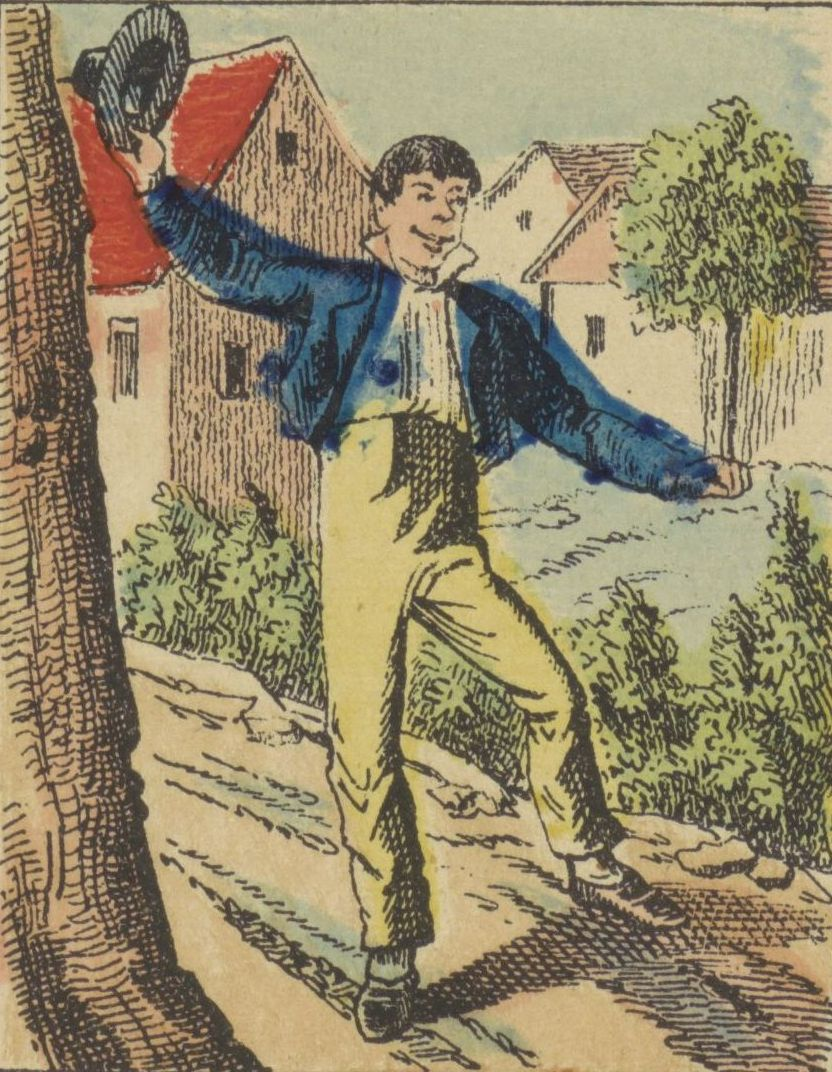
Ilustrace k nizozemskému vydání, Amsterdam, přelom 19. a 20. stol.

Jak Honza ke štěstí přišel (německy Hans im Glück) je pohádka, kterou zaznamenali bratři Grimmové. V jejich pohádkách byla poprvé publikována v roce 1812.

## Děj
Honza sedm let pracuje pro svého pána, ale poté si už přeje vrátit se za svou chudou matkou. Pán mu proto vyplatí jeho mzdu – dá mu hroudu zlata, velkou jako jeho hlava. Honza zabalí zlato do šátku a vydá se na cestu k domovu.
Brzy se ale unaví. Potká v tu chvíli jezdce na koni a když vidí, s jakou lehkostí cestuje, rád kývne na výměnu své hroudy zlata za koně.
Když ale koně po chvíli pobídne k větší rychlosti, kůň se rozběhne a Honzu shodí. Chytí mu ho sedlák, který tudy vede krávu. Honza je roztrpčený a má pocit, že vlastnit krávu je mnohem lepší: dává mléko, sýr, máslo a je to klidnější zvíře. S radostí proto vymění koně za krávu. Když se však v horku chce napít mléka, není schopen si žádné nadojit.
V tu chvíli potká řezníka, který mu vysvětlí, že kráva už je stará a hodí se tak do potahu nebo na porážku. Řezník přitom vede mladou svini. Vidina dobrých klobásek přivede Honzu k další výměně, se kterou je opět velmi spokojen.
Když si vede svini, potká chasníka s husou. Ten si vyslechne Honzův příběh o sérii výhodných výměn. Pak ho upozorní, že svině se ale právě ztratila starostovi vedlejší vesnice a že by mu hrozilo vězení, pokud by ho s ní dopadli. Aby mu údajně pomohl, vymění s ním za svini svou husu. Honza je opět šťastný, že bude mít dobrou pečínku, husí sádlo a ještě k tomu peří do polštáře.
V další vesnici se Honza setká s brusičem nůžek. I jemu vypoví, jak vždy výhodně měnil. Brusič mu pak nabídne za husu brusný kámen s tím, že řemeslo má zlaté dno a vždycky mu zaručí příjem. Honza opět s radostí souhlasí s výměnou. Pokračuje v cestě, ale brusný kámen je těžký, a tak na něj dolehne únava.
Dovleče se k obecní studni a chce se napít. Nechtě přitom strčí do brusného kamene, který mu spadne do studny. Honza je ale šťastný, protože se zbavil těžkého kamene a nemusí ho dál vláčet s sebou.
S lehkým srdcem a osvobozen od všech břemen se vydá na cestu k domovu. Dosáhne tak svého cíle – znovu se shledá se svou matkou.

## Varianty
Variantou pohádky je Jak stařeček měnil, až vyměnil. Vypráví o stařečkovi, který také dostane hroudu zlata. Při poslední nevýhodné výměně získá jehlu. Chce ji stařence přinést jako dárek, jenomže ji ztratí. Stařenka ho přesto vřele vítá a chudoba nebrání jejich společnému šťastnému životu.
Podobnou sérii výměn, které hlavní protagonista vždy oceňuje, obsahuje také anglická pohádka The Hedley Kow. Existuje také ruská, francouzská nebo norská verze pohádky.